# Ápah
Ápah („Vody“) jsou skupina védských ženských božstev, zosobňujích nebeské a pozemské vody. Jsou jim věnovány rgvédské hymny 7.47, 7.49, 10.9 a 10.30, ale je jim věnovány mnoho veršů v jiných hymnech.
Apáh jsou matkami Apám Napáta „Potomka vod“ a matkami a manželkami obklopujícími Varunu, boha vesmírného řádu. Lidem zajišťují bohatství, sílu, zdraví, nesmrtelnost a čistotu a jejich nebeské vody jsou sladké jako sóma. Představují vesmír v prapůvodní nerozlišené podobě předcházející stvoření.